# Comitato Olimpico Capoverdiano
Il Comitato Olimpico Capoverdiano (noto anche come Comité Olímpico Caboverdeano in portoghese) è un'organizzazione sportiva capoverdiana, nata nel 1989 a Praia, Capo Verde.
Rappresenta questa nazione presso il Comitato Olimpico Internazionale (CIO) dal 1993 ed ha lo scopo di curare l'organizzazione ed il potenziamento dello sport a Capo Verde e, in particolare, la preparazione degli atleti capoverdiani, per consentire loro la partecipazione ai Giochi olimpici. L'organizzazione è, inoltre, membro dell'Associazione dei Comitati Olimpici Nazionali d'Africa.
L'attuale presidente dell'associazione è Franklin Da Palma, mentre la carica di segretario generale è occupata da Felisberto Cardoso.